# Corpa
Corpa è un comune spagnolo di 444 abitanti situato nella comunità autonoma di Madrid.